# Ge’ulim
Ge’ulim (hebr.: גאולים) – moszaw położony w samorządzie regionu Lew ha-Szaron, w Dystrykcie Centralnym, w Izraelu.

## Historia
Moszaw został założony w 1945 przez imigrantów z Jemenu.

## Gospodarka
Gospodarka moszawu opiera się na intensywnym rolnictwie.